# Schweizerische Rundschau
Die Schweizerische Rundschau war eine Schweizer Zeitschrift.
Die ursprünglich dreisprachige Monatsschrift war als «Sammelplatz für die schriftstellerische Tätigkeit der ganzen Schweiz» konzipiert und erschien erstmals 1891. Chefredaktor war Ferdinand Vetter; bedeutende Mitarbeiter waren Numa Droz, Conrad Ferdinand Meyer, Theodor von Liebenau, Eligio Pometta, Virgile Rossel, Carl Spitteler und Josef Viktor Widmann.
Ab 1896, unter der Redaktion des Verlegers Albert Müller, erschien die Schweizerische Rundschau nur noch einsprachig; ein Jahr darauf stellte sie ihr Erscheinen ein. Sie gilt als Vorläuferin des Helvetismus im 20. Jahrhundert.